# قبغلو (تموغه سقز)
قرية قبغلو (بالكردية: قەبەغڵوو) هي إحدى القرى التابعة لـتموغه في ريف قسم مركزي من مقاطعة سقز، في محافظة كردستان الإيرانية.

## السكان
حسب إحصاءات سنة 2006، بلغ إجمالي السكان في قبغلو 721 نسمة وعدد المساكن 158 مسكن. لغة سكان قبغلو هي اللغة الكردية و هم من أهل السنة والجماعة والمذهب الشافعي.